# Stenotrachelidae
Stenotrachelidae es una pequeña familia de coleópteros polífagos con larvas que viven en la madera muerta. Sólo se encuentran en la parte norte de la  región holártica (Europa, norte de Asia y América del Norte).

## Géneros
Incluye los siguientes géneros:
- Subfamilia: Cephaloinae
  - Géneros: Cephaloon
- Subfamilia: Nematoplinae
  - Géneros: Nematoplus
- Subfamilia: Stenotrachelinae
  - Géneros: Anelpistus - Scotodes - Stenocephaloon - Stenotrachelus
- Subfamilia: Stoliinae
  - Géneros: Stolius